# John Strong
John Strong (fl. XVII secolo) è stato un marinaio britannico.
Durante una spedizione da Londra al Sud America tra il 1689 e il 1691, al comando della nave HMS Welfare, scoprì lo stretto che separa le due principali isole dell'arcipelago delle Falkland. Lo denominò Stretto di Falkland in onore di Anthony Cary, quinto Visconte di Falkland ed in parte proprietario della nave. Successivamente, il nome Falkland fu adottato per l'intero arcipelago.
Il 27 gennaio 1690, quello compiuto dal marinaio britannico rappresenta il primo approdo documentato nell'arcipelago, poiché le precedenti annotazioni di John Davis, Richard Hawkins ed altri, fanno riferimento solo alla scoperta, che allo stato attuale è ancora difficile da attribuire con precisione. L'ipotesi meno recente è quella di Esteban Gómez, navigatore che disertò la prima circumnavigazione di Magellano e che probabilmente vide per primo le isole nel 1520.
Ad ogni modo, la spedizione di Strong in seguito alla visita dell'arcipelago proseguì a sud, verso lo Stretto di Magellano.